# Sean Spicer
Sean Michael Spicer (Barrington, Rhode Island, 23 de setembre de 1971) va ser Secretari de Premsa i Director de Comunicació de la Casa Blanca, durant l'administració de Donald Trump, des del 20 de gener de 2017 fins al 21 de juliol del mateix any. Anteriorment Spicer va ser director de comunicacions del Comitè Nacional Republicà entre 2011 i 2017 i cap d'estratègia entre 2015 i 2017.